# Étienne Knoops
Étienne Knoops, né à Marchienne-au-Pont le 5 mars 1934, est un homme politique belge et un militant wallon.

## Biographie
Il fut assistant à l'UCL du professeur Dupriez, puis cadre et ensuite administrateur-délégué de la société MIROX, transformant le verre et occupant 375 personnes dans la région de Charleroi.
Il est conseiller communal du PSC pour Charleroi de 1964 à 1968, puis démissionne de ce parti pour rejoindre le Rassemblement wallon, étant, selon ses dires, convaincu de l'inadéquation des structures unitaires de l'État belge face au déclin industriel wallon des années 1960 et de la faiblesse des mandataires wallons face à la majorité flamande.
Il est élu député puis sénateur de Charleroi sur les listes de ce parti et y demeurera élu de 1968 à 1976. À cette date, il s'oppose au tournant à gauche du Rassemblement wallon voulu par Paul-Henry Gendebien et rejoint le PRLw avec Jean Gol et François Perin. Il fut secrétaire d'État pour les Affaires économiques de 1974 à 1976, ministre du Commerce extérieur de 1976 à 1977, secrétaire d'État pour l'Énergie de 1981 à 1985 (à quoi s'ajoute le portefeuille des classes moyennes en 1983).
C'est au titre de secrétaire d'État à l'Énergie dans le gouvernement Martens - Gol de 1982 à 1985 qu'il demande aux centrales électriques de ne plus acheter le charbon de la Campine, estimant que celui-ci était plus cher que le charbon importé. Il révéla par la même occasion que l'entreprise sidérurgique Cockerill-Sambre était alors obligée de se fournir en charbon au même endroit, alors qu'en Flandre, se répandait le slogan Plus un franc pour l'acier wallon. Il ne fut pas suivi par le gouvernement.
Il enfin secrétaire d'État pour le commerce extérieur de 1985 à 1988, dans le deuxième gouvernement Martens-Gol.
Il est chef de file du PRL et du MR au conseil communal de Charleroi de 1993 à 2012, succédant à l'avocat Eddy Stein, et président de la fédération PRL de l'arrondissement de Charleroi de 1997 à 2000. 
Il est député wallon de 1995 à 1998 et termine sa carrière au Parlement en voyant l'une de ses revendications les plus chères réalisées: l'élection directe du Parlement wallon qui eut lieu la première fois en 1999.
Sa nièce Marie-Hélène Knoops est bourgmestre de Montigny-le-Tilleul.